# Huayquérien
Le Huayquérien est une division temporelle (9–6,8 Ma) du Néogène, époque du Miocène, utilisée spécifiquement en relation avec l'échelle de temps relative à l'âge des mammifères terrestres sud-américains (es). Il suit le Chasicoien et précède le Montehermosien,.